# Setun
Setun (russisk: Сетунь, tr. Setun) er en flod i det vestlige Moskva i Rusland og den største biflod til Moskvafloden i selve Moskva. Floden er 38 km lang og 20 km af floden løber gennem selve byen. Setuns afvandingsareal er på 190 km².
Setun har sit udspring nær landsbyen Salarevo i Novomoskovskij administrative okrug i Moskva og munder ud i Moskvafloden nedenfor Berezjkovskijbroen, overfor Novodévitjijklostret. Setun er rig på skaller, aborrer, karusser, gedder og andre fisk, men på grund af det høje forureningsniveau i floden bliver de ikke fisket.